# Ford Trimotor
Ford Trimotor (hay còn gọi là "Tri-Motor", biệt danh: "The Tin Goose") là một loại máy bay vận tải ba động cơ của Hoa Kỳ, do công ty của Henry Ford chế tạo từ năm 1925 tới 7 tháng 6 năm 1933. Dù thời gian sản xuất dài nhưng chỉ có 199 chiếc Ford Trimotor được chế tạo.

## Biến thể

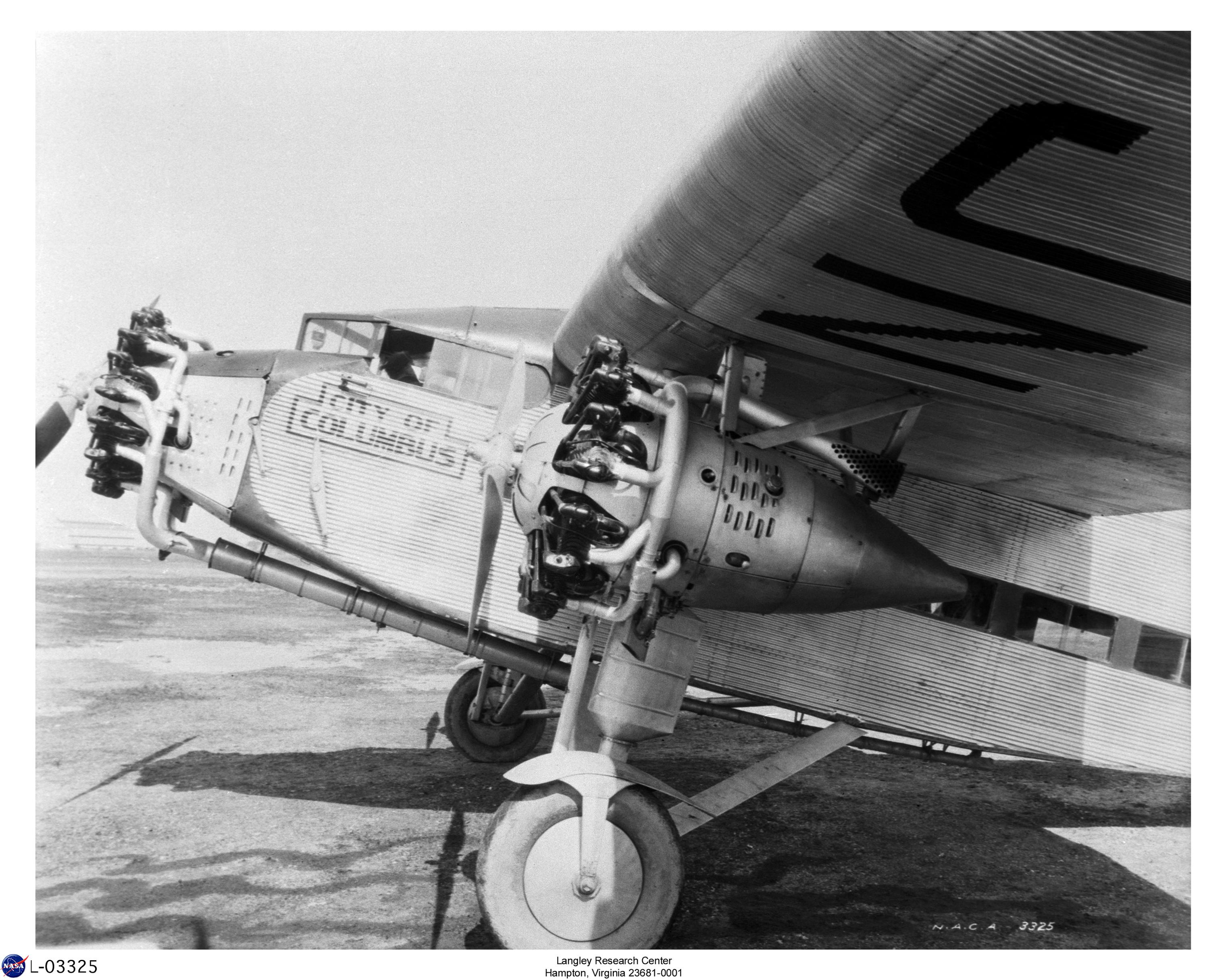
TAT Ford 5-AT-B

Ford 3-AT
Ford 4-AT
Ford 4-AT-A
Ford 4-AT-B
Ford 4-AT-C
Ford 4-AT-D
Ford 4-AT-E
Ford 4-AT-F
Ford 5-AT-A
Ford 5-AT-B
Ford 5-AT-C
Ford 5-AT-CS
Ford 5-AT-D
Ford 5-AT-DS
Ford 5-AT-E
Ford 6-AT-A
Ford 6-AT-AS
Ford 7-AT-A
Ford 8-AT
Ford 9-AT
Ford 11-AT
Ford 13-A
Ford 14-A
Ford XB-906

### Định danh quân sự của Hoa Kỳ

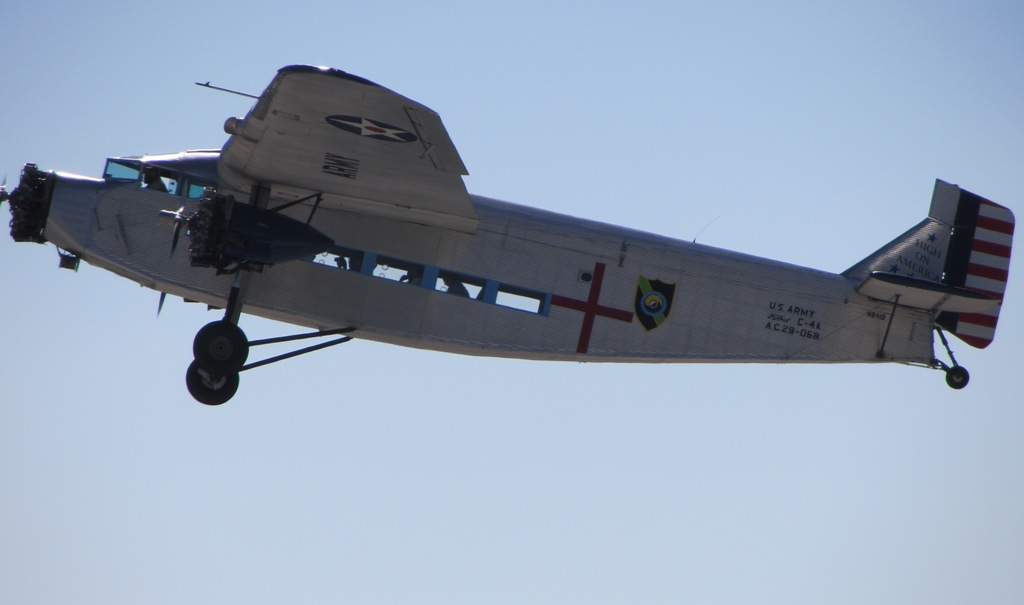
C4-A

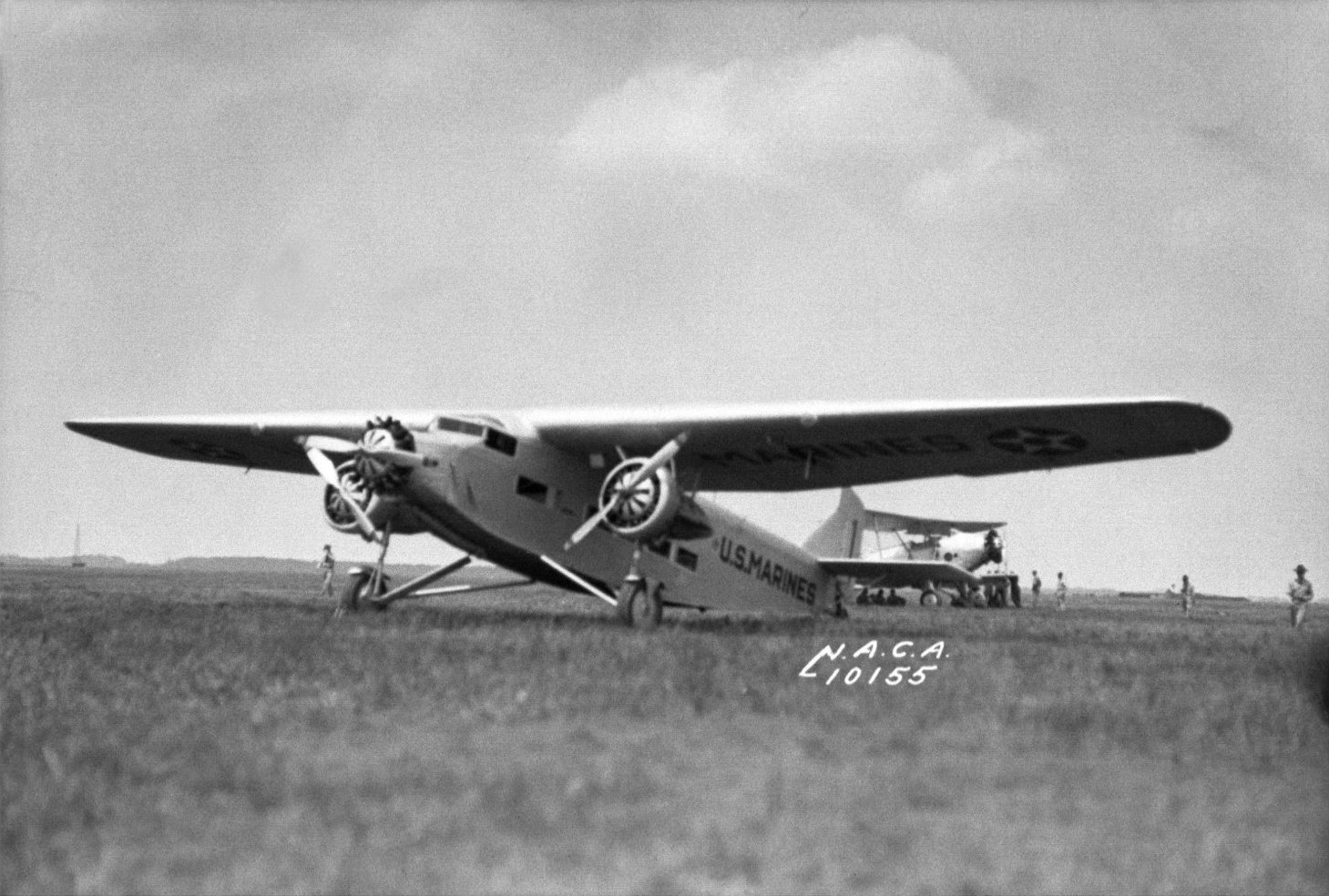
Ford RR-1 tại Langley Virginia năm 1934

XC-3
C-3
C-3A
C-4
C-4A
C-4B
C-9
XJR-1
JR-2
JR-3
RR-1
RR-2
RR-3
RR-4
RR-5

## Quốc gia sử dụng

### Dân sự
Colombia
- SACO
- SCADTA

 Canada

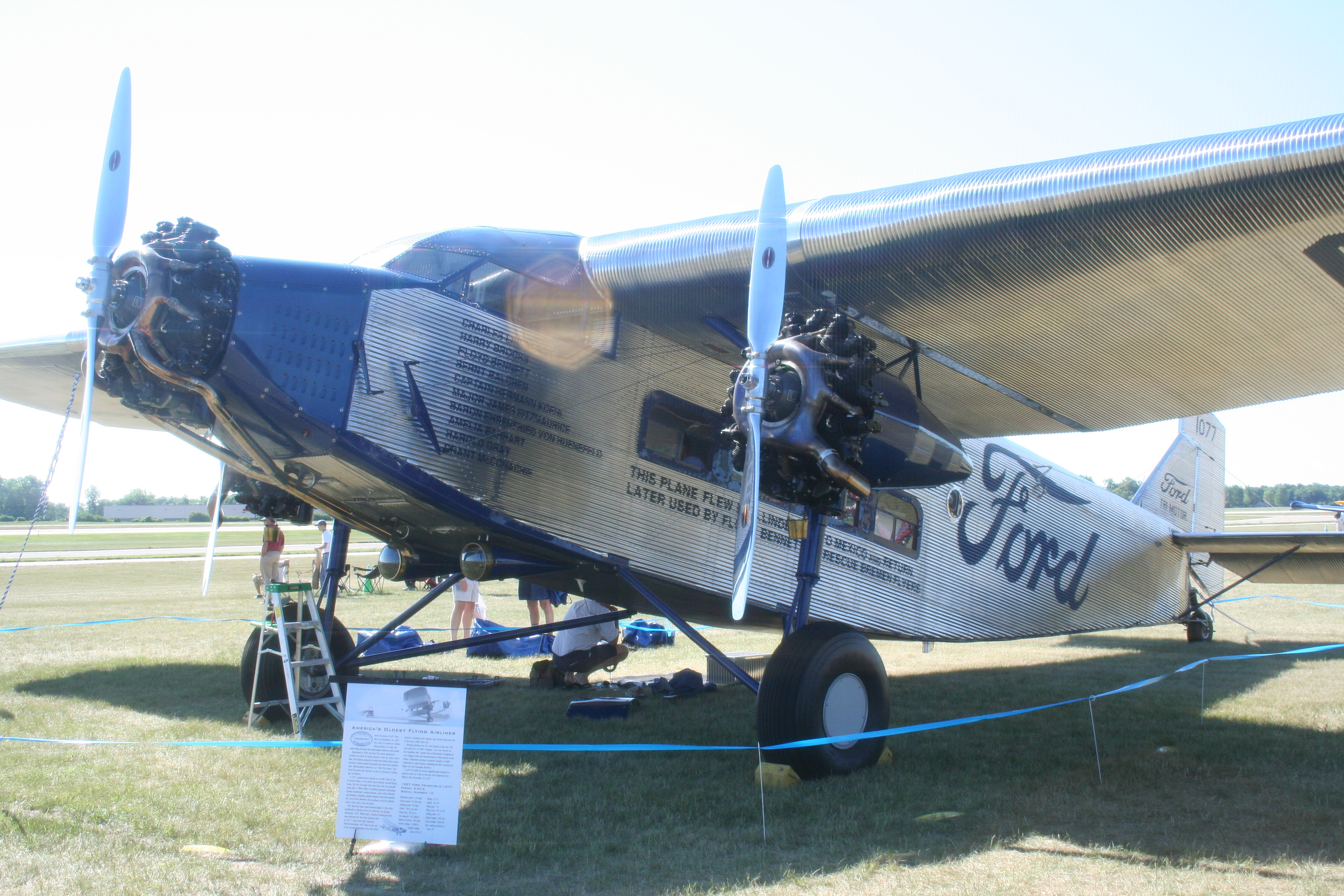
4-AT-A năm 1927, Số seri C-1077

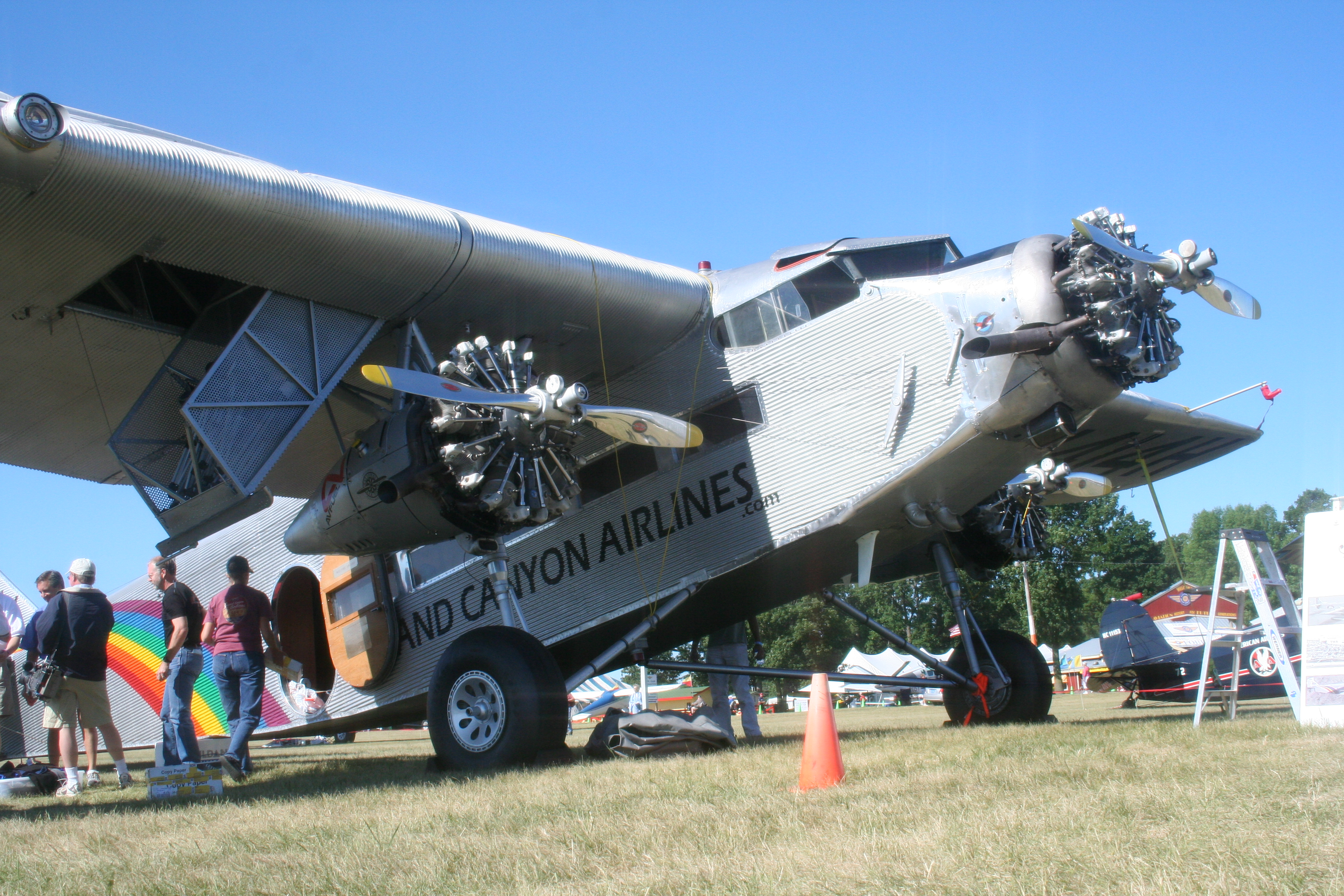
Ford Trimotor của hãng Grand Canyons Airlines

- BYN Co.(British Yukon Navigation Company) CF-AZB

 Cuba
- Cubana

 Tiệp Khắc
- Czechoslovak Airlines

 Cộng hòa Dominica
- Dominicana de Aviación

 Mexico
- Mexicana

 Spain
- CLASSA đầu tiên, sau đó tới LAPE

 USA
- American Airlines
- Grand Canyon Airlines
- Island Airlines, Bass Islands, Ohio
- Pan American World Airways
- Star Air Service
- Transcontinental Air Transport
- Trans World Airlines
- Wien Air Alaska
- United Airlines

### Quân sự
Úc
- Không quân Hoàng gia Australia

 Canada
- Không quân Hoàng gia Canada

 Colombia
- Không quân Colombia

 Spain
- Không quân Cộng hòa Tây Ban Nha

 Anh Quốc
- Không quân Hoàng gia

 USA

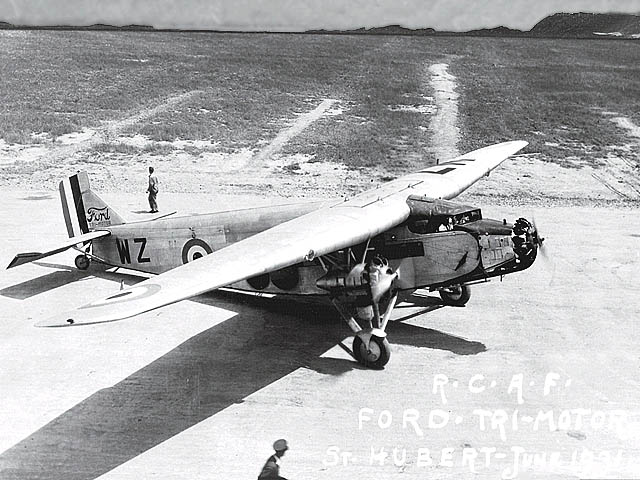
Ford Trimotor G-CYWZ của Không quân Hoàng gia Canada

- Quân đoàn Không quân Lục quân Hoa Kỳ
- Thủy quân Lục chiến Hoa Kỳ
- Hải quân Hoa Kỳ

## Tính năng kỹ chiến thuật (Ford 5-AT Trimotor)
Đặc điểm tổng quát
- Kíp lái: 3
- Sức chứa: 10 hành khách
- Chiều dài: 50 ft 3 in (15,32 m)
- Sải cánh: 77 ft 10 in (23,72 m)
- Chiều cao: 12 ft 8 in (3,86 m)
- Diện tích cánh: 835 ft² (77,6 m²)
- Trọng lượng rỗng: 7.840 lb (3.560 kg)
- Trọng lượng có tải: 10.130 lb (4.590 kg)
- Trọng lượng cất cánh tối đa: 13.500 lb (6.120 kg)
- Động cơ: 3 × Pratt & Whitney Wasp C, 420 hp (313 kW)  mỗi chiếc

 Hiệu suất bay 
- Vận tốc cực đại: 150 mph (241 km/h, 130 kts)
- Vận tốc hành trình: 90 mph (145 km/h, 78 kts)
- Vận tốc tắt ngưỡng: 64 mph (103 km/h, 56 kts)
- Tầm bay: 550 mi (885 km, 478 nm)
- Trần bay: 18.500 ft (5.640 m)
- Vận tốc lên cao: ft/phút (m/s)
- Tải trên cánh: 16,17 lb/ft² (78,87 kg/m²)
- Công suất/trọng lượng: 10,71 lb/hp (6,52 kg/kW)